# بطاقة الهوية الإسرائيلية
بطاقة الهوية الإسرائيلية (بالعبرية: תעודת זהות) (نسخ العبرية: Teudat Zehut)، هي وثيقة التعريف الإجبارية في إسرائيل، كما نص عليها قانون حمل وإبراز بطاقة الهوية للعام 1982م.
على أي مواطن أو مقيم دائم عمره 16 عاما أو أكبر حمل بطاقة تعريف في أي وقت، وإبرازها عند الطلب منه من قبل أي ضابط شرطة برتبة أعلى، رئيس مجلس بلدي أو سلطة مناطقية، أو شرطي أو فرد من القوات المسلحة في الخدمة.

## البيانات المدرجة
لغة بطاقة الهوية الإسرائيلية تَقبل اللغتين العبرية والعربية، إلا أن غالبية المواطنين الإسرائيليين حاملي بطاقة الهوية مكتوبة للتعريف باللغة العبرية فقط.
تكون البطاقة «مجلّدة» وتحفظ في أحد جيبين داخليين لغطائها البلاستيكي، وتحتوي البيانات الشخصية الآتية:
- رقم معرّف فريد (يسمى رقم الهوية)
- الاسم الكامل
- اسم الاب
- اسم الأم
- تاريخ الميلاد (بالتأريخ الميلادي والتأريخ العبري)
- القومية (في البطاقات الصادرة قبل 2005)
- النوع (الجنس)
- مكان الإصدار (بالتأريخ الميلادي والعبري)
- صورة شخصية (ملونة)

هناك أيضا وثيقة ملحقة، عبارة عن ورقة مطوية محفوظة في الجيب الآخر من الغطاء البلاستيكي، تحتوي البيانات الآتية:
- العنوان الحالي
- العنوان السابق
- أسماء سابقة
- المواطنة (قد يكون حاملها مقيم يحمل جنسية أجنبية)
- اسم، وتاريخ ميلاد ورقم هوية الزوج أو الزوجة والأولاد.
- ختم «محطة التصويت» الانتخابي: كان الملحق يتم ختمه للمساعدة في منع تكرار التصويت. تم الإستغناء عن هذا التنظيم منذ عام 1992، بحيث يمكن للناخب الآن استخدام بطاقة الهوية دون الملحق.

## قضية العرقية
قبل عام 2005، أَدرجت في بطاقات الهوية إشارة إلى المجموعة الإثنية التي ينتمي إليها حامل البطاقة. المصطلح الرسمي المستخدم لهذا التصنيف بالعبرية كانليئوم (לאום)، وكان يترجم رسميا للعربية ك (قومية)، يمكن ترجمة هذه المصطلحات إلى الإنجليزية لتعني "nation"، لكن بمعنى الانتماء الإثني وليس المواطنة. وضعت هذه الخانة بغض النظر عن تفضيلات حامل البطاقة. هناك عدّة قيم لهذه الخانة، والأساسية هي: يهودي، عربي، درزي وشركسي. تحتوي بطاقات الهوية الصادرة قبل عام 2005 على تنويه مكتوب بخط صغير بالعبرية والعربية بأنه يمكن استخدام هذه البطاقة لإثبات الشخصية بالبيانات المدرجة فيها بإستثناء خانة «القومية»، الحالة الاجتماعية واسم الشريك (الزوج/الزوجة).
كان هناك بعض المعارك القضائية العنيفة حول تحديد «إثنية» حامل البطاقة. في الألفينات، بُدء في الإلغاء التدريجي الرسمي لهذه الخانة. في 2002، أعطت المحكمة العليا الإسرائيلية تعليمات لوزارة الداخلية الإسرائيلية بأن تقوم بإدراج قومية الأشخاص الذين قاموا بالتحول لليهودية (بالإجراءات اليهودية الإصلاحية) كيهود. قرر إيلي يشاي، عضو حزب شاس الحريدي؛ وزير الداخلية في ذلك الوقت أنه سيقوم بإسقاط تلك الخانة من بطاقة الهوية بدلا من إدراج أناس يعدّهم غير يهود كيهود. في 2004، رفضت المحكمة العليا عريضة قدمها مواطنون لإعادة تلك الإشارة، مشيرين ان الغاية من تلك الخانة هي أغراض إحصائية فقط، وليست تصريحا باعتناق باليهودية. منذ عام 2005، لم تطبع تلك الخانة؛ واستبدلت بسطر مكوّن من ثمانية نجوم بدلا منها. ولكن يمكن الكشف عن الهوية الإثنية عبر بيانات أخرى - تواريخ التقويم العبري تستخدم لليهود، وكذلك، فإن كل مجموعة سكانية تتميز بأسماءها الأولى وأسماء العائلات.
سجل الدولة المستخدم كقاعدة للبيانات المدرجة في بطاقة الهوية ما زال محتفظا بإشارة لإثنية كل شخص، وهذه البيانات متاحة عند طلبها في ظروف معينة يحددها قانون التسجيل.
تم إقرار تعديلات على قانون التسجيل من قبل الكنيست في 2007 تحدد بأنه يمكن لليهودي أن يطلب إزالة التقويم العبري من بياناته وتبعا لذلك من بطاقة هويته. وذلك بسبب أخطاء تظهر كثيرا في سجلان التواريخ العبرية لأن اليوم في التقويم العبري يبدأ بطلوع الشمس وليس مع انتصاف الليل. كما أدخلت التعديلات تعريفا محددا ل«اليوم بحسب التقويم العبري».

## محافظ بطاقات الهوية وتنويعاتها
إن لون المحفظة البلاستيكية لبطاقة الهوية للمواطنين الإسرائيليين والمقيمين الدائمين هو ازرق، وشعار دولة إسرائيل محفور على الغلاف الخارجي لها. بدأت إسرائيل بإصدار بطاقات هوية للسكان الفلسطينيين في الضفة الغربية وقطاع غزة بعد احتلالها بعد حرب 1967، وكانت تُصدر للسكان غير الإسرائيليين في الضفة الغربية وقطاع غزة بطاقة هوية من جانب إدارة إسرائيلية تسمى «الإدارة المدنية ليهودا والسامرة (وغزة، حتى عام 2005)». وكانت تلك البطاقات تماثل تقريبا قالب الهوية الصادرة للإسرائيليين (باختلاف أن اسم العائلة كان يأتي بعد الاسم الأول واسم الأب واسم الجد، بدلا من وجوده في الأعلى). كما أن الخانة التي تشير «للإثنية» استبدلت بخانة «الديانة». ولون محفظة الهوية كان برتقاليا لسكان الضفة الغربية وأحمر لسكان قطاع غزة، مع شعار «قوات الدفاع الإسرائيلي» منقوش على الغلاف الخارجي. الفلسطينيون الممنوعون من دخول إسرائيل كانوا يحصلون على غلاف أخضر بدل من برتقالي لتمييزهم. منذ إنشاء سلطة الحكم الذاتي الفلسطيني، تصدر السلطة للسكان الفلسطينيين في الضفة الغربية وقطاع غزة بطاقات هوية بناء على الموافقة الإسرائيلية. وهي مطابقة للبطاقات التي تصدرها الإدارة المدنية الإسرائيلية بإستثناء تبديل الكتابة العربية قبل العبرية، والمحفظة البلاسيتيكية الخضراء عليها نقش «السلطة الفلسطينية». تتحكم إسرائيل بسجلات السكان بحسب الإتفاقيات المرحلية، كما أنها تحدد أرقام الهويات التي تصدرها السلطة الفلسطينية.

## القانون والممارسات الشائعة
ينص القانون الإسرائيلي بدفع غرامة 5,000 شيكل إسرائيلي قديم من لم يحصل على بطاقة الهوية أو تسجيلها بعد عمره تعدى 16 عاما، ولم يكن يحملها في وقت من الأوقات أو أساء إستخدامها. إلا أن نص القانون يمنع صراحة تقديم الإتهامات في حال قام المتهم بالإتصال بالجهات المختصة خلال 5 أيام وقام بالتعريف عن نفسه بشكل صحيح. في ديسمبر 2011، برئت محكمة الصلح في منطقة «كرايوت» في خليج حيفا مواطنا من نهاريا رفض إبراز بطاقة هويته لشرطي بناء على طلب الشرطي. حكم القاضي أن قراءة القانون الحالية يجب أن تتماشى مع روح القانون الأساسي: كرامة الإنسان وحريته (سُنّ في 1992م)، وبالتالي يفترض أن يعتبر الرفض قانونيا، إلا إذا كان لدى ممثل الدولة سببا للشك أن الشخص أمامه قد قام بمخالفة.
بالإضافة إلى القانون المذكور أعلاه، فإن بطاقة الهوية مطلوبة لممارسة حقوق مدنية معيّنة. وحتى وقت قريب كانت بطاقة الهوية هي الاوراق الثبوتية الوحيدة الصالحة للتصويت في الانتخابات العامّة، إلا أنه ومنذ 2005 فإن القانون يسمح أيضا باستخدام رخصة قيادة سارية أو جواز سفر إسرائيلي لهذه الغاية. تستخدم الأوراق التثبت من الشخصية لفتح حسابات البنوك مثلا وأثناء التقدم للعمل.
في حال لم ينص القانون صراحة، فإن أوراق ثبوتية أخرى يمكن إستخدامها. الدخول إلى الكثير الابنية أو المناطق الخاضعة للحراسة في إسرائيل يحتاج إلى إبراز هوية.
تصدر بطاقات الهوية من قبل وزارة الداخلية الإسرائيلية، من خلال مكاتب موجودة في أنحاء إسرائيل. تصدر الوثيقة لكل السكان فوق سن ال16 بوضع إقامة دائمة قانونية، بما فيهم غير المواطنين. الوثيقة لا تاريخ انتهاء لها، ويمكن إستخدامها طالما أنها سليمة.

## وصلات خارجية
- Full text of Supreme Court ruling
- Perseverance, East Jerusalem, c/o Israel
- Israeli id number check نسخة محفوظة 25 أكتوبر 2020 على موقع واي باك مشين.